# Yusuf Âdil Shâh
Yusuf Adil Shah, né en 1459[réf. nécessaire] et mort en 1511, est un noble de l'Inde, fondateur du sultanat de Bijapur (actuel État de Karnataka) et de la dynastie des Adilshahides (en), qui y règne de 1490 à 1686.
Selon une tradition ancienne rapportée par l'historien Firishta, Yusuf Adil serait le fils du sultan ottoman Mourad II (1404-1451), obligé de quitter l'empire sous le règne de son frère Mehmed II (1432-1481) afin d'échapper à une exécution politique. Une autre version, moins romanesque, celle de l'historien Rafi', le présente comme originaire d'Iran.

## Historiographie de ses origines

### Selon Rafi (vers 1600)
L'histoire de la dynastie adilshahide a été entreprise à la demande du sultan de Bijapur (descendant de Yusuf) Ibrahim Adil Shah II[Quand ?] par Mir Rafi-uddin Ibrahim-i Shirazi[réf. nécessaire] (en abrégé : Rafi') qui l'a achevée en 1608 (1017 dans le calendrier hégirien). 
Cet historien présente Yusuf Adil Shah comme un aristocrate du sultanat de Bahmani d'origine iranienne, appelé de son nom officiel « Sultan Yusuf 'Adil Shah Sawa-i », fils d'un certain Mahmud Beg de Sawa (Saveh, en fait) en Iran.
L'historien Tukaram Devare, qui a étudié l'ouvrage de Rafi', pense que si son histoire de la dynastie des Bahmani est approximative, celle des Adilshahides est « assez exacte, exhaustive, et contient des informations riches et variées sur Ali I et Ibrahim II ». 

### Selon Firishta (antérieur à Rafi')
Une autre source, plus connue que Rafi', est l'historien Firishta (aussi connue sous le nom de Gulshan-i Ibrahim), auteur des Nawras- nama, qui donne une autre version des origines de Yusuf. 
Il présente Yusuf Adil Shah comme un fils de Mourad II, sultan ottoman de 1421 à 1451, frère du sultan suivant, Mehmed II. Arrivé sur le trône, celui-ci aurait ordonné l'exécution de les autres fils de Mourad II. La mère de Yusuf réussit à le sauver en lui substituant un esclave et en le faisant ensuite en Perse, d'où il serait venu en Inde, où il serait entré au service du sultan de Bahmani. 
Rafi' contredit expressément cette version.

### Autres historiens
Clifford Edmund Bosworth, dans un ouvrage récent (2007), écrit : « he was more feasably of servile Turkmen origin », « plus vraisemblablement d'origine servile turkmène ».

## Son règne à Bijapur
Ayant pris le pouvoir à Bijapur, il est à l'origine d'un développement notable de ce sultanat.
Le 25 novembre 1510, le portugais Afonso de Albuquerque lui prend Goa avec l'aide d'un allié local, Thimmayya  ou Timoji, un corsaire .